# Nothing's Gonna Change My Love for You
«Nothing's Gonna Change My Love For You» (en español: «Nada cambiará mi amor por ti») es una canción popular compuesta por Gerry Goffin y Michael Masser. Fue originalmente grabada por George Benson para su álbum de 1984, 20/20.

## Versión de Glenn Medeiros
La composición se hizo famosa mundialmente gracias a la versión grabada por el cantante hawaiano Glenn Medeiros en 1987. Medeiros grabó a su vez una versión en español de esta canción, a la cual tituló Nada cambiará mi amor por ti. Otra versión en español, del argentino Sergio Denis, fue lanzada con el título de Nada hará cambiar mi amor por ti de su álbum Afectos del año 1985, en el 2010, otra versión en español en Merengue, fue lanzada con el título Nada cambiará mi amor por ti por el grupo ecuatoriano Afrodisiaco. Hay tres letras en español, las dos versiones de Glenn Medeiros y la de Sergio Denis, las tres diferentes entre sí. 
Otras versiones notables son las interpretadas por Stevie Wonder y Westlife. En 2001 David Bisbal (Cantante Español) en español y también una versión a dúo junto con Naím Thomas.

### Lista de canciones
7" sencillo Mercury 888 610 7, Alemania 1987
1. «Nothing's Gonna Change My Love for You» — 3:46
2. «Nothing's Gonna Change My Love for You» (instrumental) — 5:11

12" sencillo Mercury 888 610 1, Países Bajos 1986
1. «Nothing's Gonna Change My Love for You» (versión extendida) — 6:09
2. «Nothing's Gonna Change My Love for You» (versión 7") — 3:46
3. «Nothing's Gonna Change My Love for You» (versión instrumental) — 5:20

12" sencillo Mercury 872 933 1, España 1989
1. «Nada cambiará mi amor por ti» (versión extendida) — 3:46
2. «Never Get Enough Of You» (Housquake Mix) — 7:12
3. «Nada cambiará mi amor por ti» (instrumental) — 4:00

### Posicionamiento
| Listas (1988)                                | Tope |
| -------------------------------------------- | ---- |
| Austrian Singles Chart                       | 12   |
| Dutch Top 40                                 | 1    |
| Eurochart Hot 100 Singles                    | 1    |
| French SNEP Singles Chart                    | 1    |
| German Singles Chart                         | 20   |
| Irish Singles Chart                          | 1    |
| Norwegian Singles Chart                      | 2    |
| Swedish Singles Chart                        | 2    |
| Swiss Singles Chart                          | 8    |
| UK Singles Chart                             | 1    |
| U.S. Billboard Hot 100                       | 12   |
| U.S. Billboard Hot Adult Contemporary Tracks | 4    |

| Ranking de fin de año (1988) | Posición |
| ---------------------------- | -------- |
| Australian Singles Chart     | 36       |